# Carboneras
Carboneras és una localitat de la província d'Almeria, Andalusia. L'any 2005 tenia 7.267 habitants. La seva extensió superficial és de 95 km² i té una densitat de 76,5 hab/km². Està situada a una altitud de 10 metres i a 68 kilòmetres de la capital de la província, Almeria.
El municipi carboner comprèn els nuclis de població de Carboneras —capital municipal—, La Arboleja, El Argamasón, Los Berneses, Cañada de Don Rodrigo, El Cañarico, El Cigarrón, La Cueva del Pájaro, El Cumbrero, Fazahalí, Gafares, La Islica, El Llano de Don Antonio, La Meseta Alta, El Molino de la Junta, Los Olivicos, Los Patricios, La Rellana de la Cruz, El Saltador Alto, El Saltador Bajo, La Serrata, Los Vicentes y El Viento. Dista 50 km. d'Huércal-Overa, l'estació de ferrocarril del qual és la més propera.
Carboneras correspon al districte marítim d'Adra, diòcesis de Sevilla, partit judicial de Vera. Ubicada a la vora del Mediterrani, al nord de la Sierra de Gata i al sud del riu de Albas, les aigües del qual fertilitzen el terreny. Té un ancoratge de sorra neta, on poden aixoplugar-se les embarcacions, i al costat d'ell hi ha una illeta anomenada de Sant Andres o de Carboneras, al costat de la qual fondegen els vaixells de gran calat. A l'est de la vila hi ha un castell que en el seu temps va ser caserna de carrabiners. Duana marítima de quarta classe. El terreny és muntanyós i àrid i només està en part, regat per les aigües del riu Albas: Abans del boom turístic produïa cereals, espart, cigrons, figues de moro i fruits diversos.
Va formar part aquest poble del ducat de Berwick, creient-se que va ser fundat per 28 soldats que, el 1540, defensaven un fort per ordre del marquès de Carpio.

## Demografia
| 1996  | 1998  | 1999  | 2000  | 2001  | 2002  | 2003  | 2004  | 2005  | 2006  |
| ----- | ----- | ----- | ----- | ----- | ----- | ----- | ----- | ----- | ----- |
| 6.215 | 6.312 | 6.360 | 6.530 | 6.660 | 6.777 | 6.996 | 7.100 | 7.267 | 7.508 |